# Olga Danczenko
Olga Danczenko, z domu Nasiedkina (ur. 28 grudnia 1982) – kazachska siatkarka, grająca jako środkowa. Olimpijka z Pekinu.

## Sukcesy klubowe
Klubowe mistrzostwa Azji:
- 2009/10, 2012/13
- 2010/11, 2013/14

Puchar Kazachstanu:
- 2008/09, 2009/10, 2010/11, 2011/12, 2012/13, 2013/14, 2014/15
- 2018/19, 2020/21
- 2019/20

Superpuchar Kazachstanu:
- 2018/19, 2019/20
- 2020/21

## Sukcesy reprezentacyjne
Mistrzostwa Azji:
- 2005

Igrzyska Azjatyckie:
- 2010